# Oncogene (rivista)
Oncogene è una rivista scientifica sottoposta a revisione paritaria e pubblicata dalla Springer Nature, che tratta la genetica delle cellule tumorali e la struttura e funzione degli oncogeni. La redazione si trova a Londra. La rivista è stata fondata nel 1987.  Una rivista gemella ad accesso aperto, disponibile solo online, Oncogenesis, è stata fondata nel 2012 da Douglas R. Green, allora caporedattore di Oncogene.
Nel 2023 Oncogene ha ricevuto un fattore di impatto pari a 6,9, posizionandosi al 18° posto fra 191 riviste nella classifica del Journal Citation Reports per la categoria "Genetica ed ereditarietà", 29° fra 205 riviste nella categoria "Biologia cellulare", 32° su 313 nella categoria "Biochimica e biologia molecolare", e 43° su 322 riviste nella categoria oncologica.
Gli attuali capiredattori sono George Miller e Justin Stebbing.

## Indicizzazione
Gli abstract e gli articoli della rivista sono indicizzati da:
EBSCO Discovery Service,  Summon by ProQuest, BIOSIS, Current Contents/Life Sciences, Science Citation Index Expanded, SCOPUS, EBSCO Academic Search, EBSCO Advanced Placement Source, EBSCO Agriculture Plus, EBSCO Biomedical Reference Collection, EBSCO Science & Technology Collection, EBSCO STM Source, EBSCO TOC Premier e INIS Atomindex.